# Cràter de Haughton

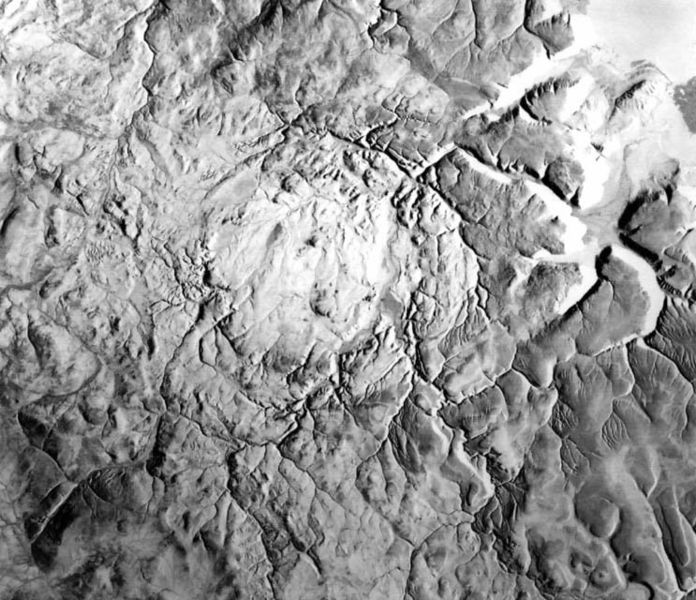
Imatge de Radar d'apertura sintètica del cràter de Haughton.

El cràter de Haughton és un antic cràter d'impacte que es troba a l'illa de Devon, Nunavut al nord del Canadà. Té un diàmetre de prop de 23 km i es va formar fa uns 39 milions d'anys, durant l'Eocé. L'objecte que hi va impactar s'estima que tenia un diàmetre d'uns 2 km. L'illa de Devon està composta per esquistos i limolites del Paleozoic cobertes per una base rocosa de gneiss. Quan es va formar el cràter els esquists i les limolites van sortir a l'exterior, mostrant el material rocós situat a 1.700 metres de profunditat.
Als 75º de latitud nord és un dels cràters d'impacte conegut situat a major latitud. La temperatura és negativa durant gran part de l'any, i l'escassa vegetació és de creixement lent, cosa que fa que hi hagi molt poca meteorització. Per aquest motiu el cràter de Haughton conserva moltes característiques geològiques que els cràters situats en latituds més baixes perden per culpa de l'erosió.

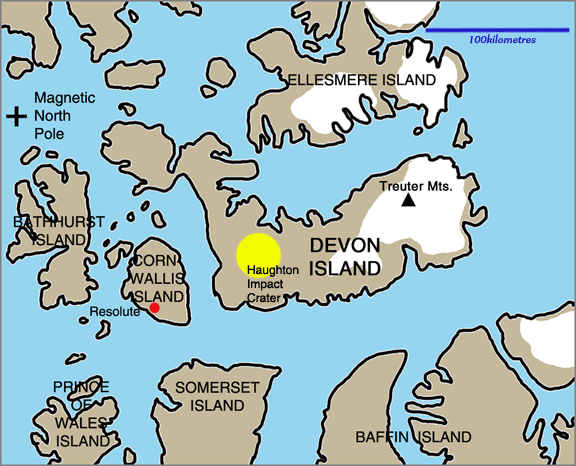
Situació de cràter de Haughton a l'illa de Devon.

Degut a la geologia i climatologia de la zona el cràter de Haughton és el més semblant a Mart que hi ha a la Terra. És per això que la zona ha estat anomenada pels científics que hi treballen com "Mart a la Terra". Així, per exemple, el centre del cràter conté bretxa que està impregnada de permafrost, creant una roca similar a la que s'espera que hi hagi en determinats cràters de Mart. El Mars Institute i el SETI preparen el Projecte Haughton-Mart en aquest lloc, dissenyat per posar a prova molts dels desafiaments de la vida i treballar a Mart.